# Koridor Québec-Windsor

Mapa koridoru Québec-Windsor se všemi velkými sídly včetně Toronta, Ottawy a Montrealu.

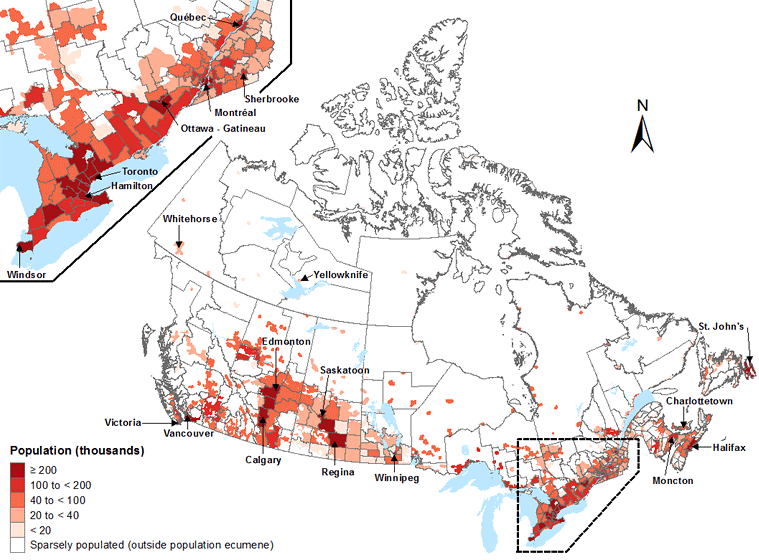
Mapa hustoty osídlení Kanady v roce 2014. Vlevo nahoře je zvýrazněn koridor Québec-Windsor.

Koridor Québec–Windsor je nejindustrializovanější a nejhustěji obydlená kanadská oblast. Jak již naznačuje název, rozpíná se od Québecu na východě až po ontarijský Windsor na západě v rozpětí 1 150 kilometrů (710 mil). Žije v ní více než 18 miliónů obyvatel, což představuje 51% kanadské populace. Podle sčítání obyvatelstva v roce 2001 obsahuje tři ze čtyř kanadských největších metropolitních oblastí. Vzhledem k její relativní důležitosti pro ekonomickou i politickou infrastrukturu státu lze najít velkou řadu podobností se Severovýchodní megalopolí ve Spojených státech amerických. Název byl zaveden díky činnosti Via Rail, která provozuje frekventované osobní železniční spoje v oblasti Koridoru Québec–Windsor na trase, která se jmenuje v angličtině „The Corridor“.

## Zeměpis
Koridor se nachází mezi Québecem na severovýchodě a Windsorem na jihovýchodě, rozkládá se severně od řeky svatého Vavřince, jezera Ontario a Erijského jezera.
Mezi nejvýznačnější městské oblasti Koridoru počítáme:
- Toronto
- Montreal
- Ottawa
- Mississauga
- Québec
- Hamilton
- London
- Kitchener-Waterloo
- St. Catharines
- Oshawa
- Windsor
- Sherbrooke
- Trois-Rivières